# Kathedraal van Autun

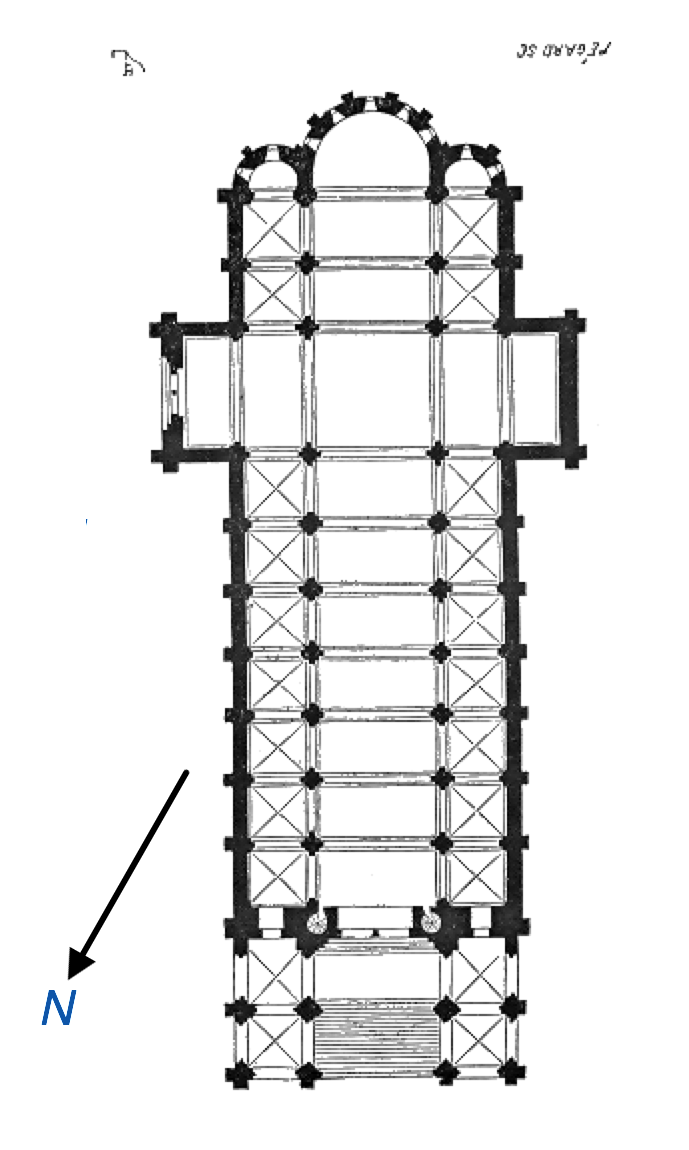
Plattegrond van de kathedraal van Autun

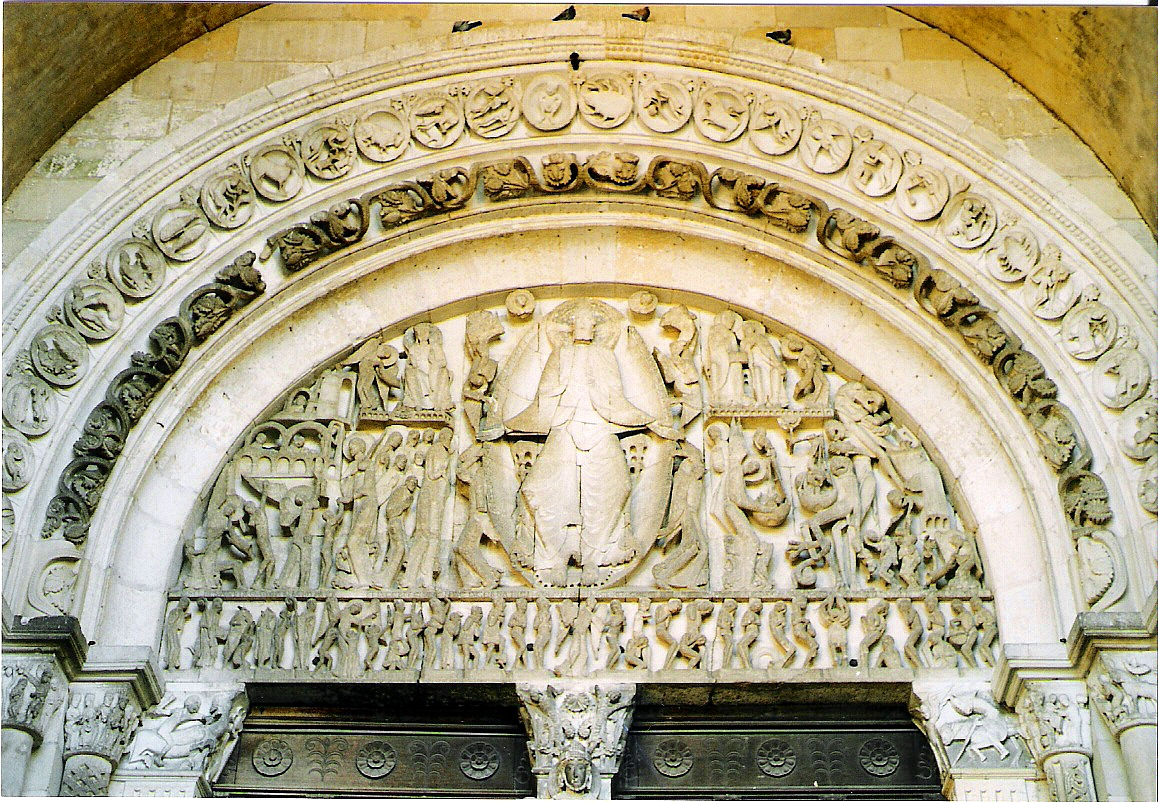
Het timpaan Het Laatste Oordeel

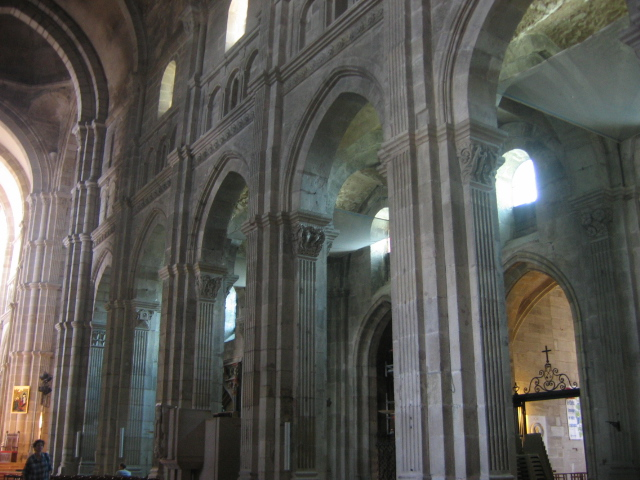
pijlers van het schip

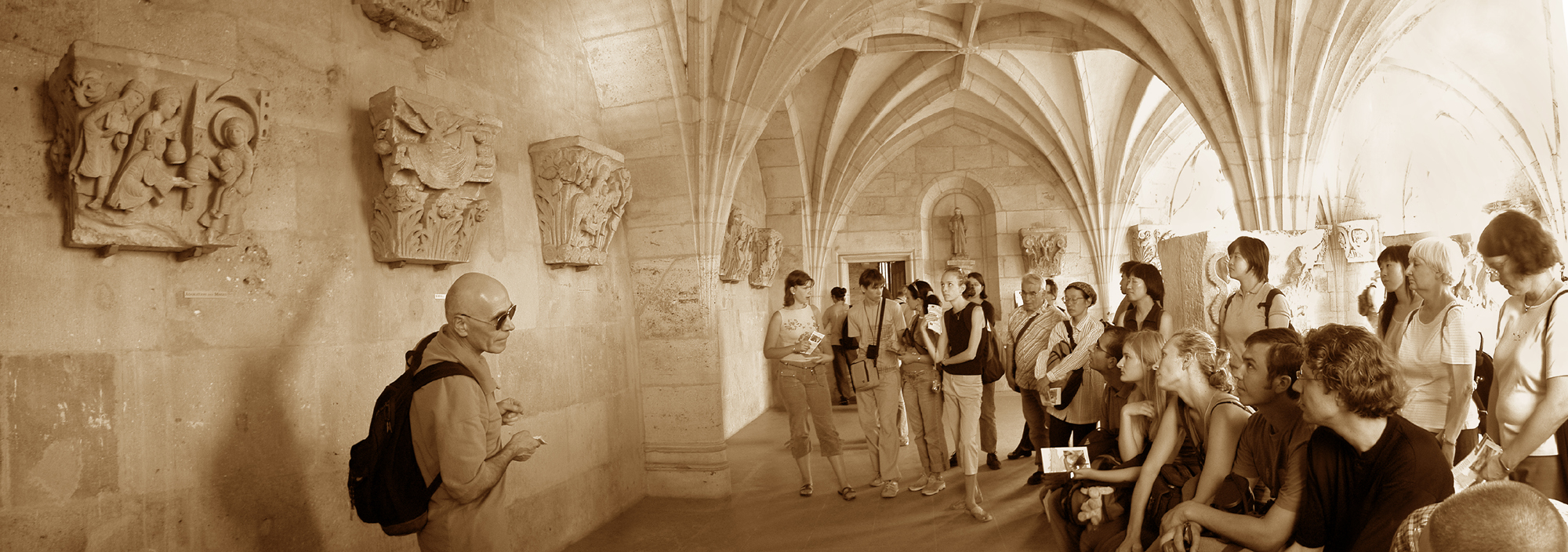
De kapittelzaal van de kathedraal Saint-Lazare van Autun

De Kathedraal van Autun, gewijd aan Saint-Lazare, is een kathedraal in de Bourgondische stad Autun. De kerk werd gebouwd in de 12e eeuw en tot kathedraal gewijd in de 20e eeuw, toen zij die functie overnam van de kathedraal van Saint-Nazaire.

## Geschiedenis
Al in de 5e eeuw werd er in Autun een kerk gebouwd, later vergroot en eveneens aan Saint-Nazaire gewijd; hiervan is alleen een kapel uit de 14e eeuw over. De huidige kathedraal Saint-Lazare - gewijd aan Lazarus van Aix en niet aan de Lazarus van de Bijbel - werd gebouwd om de relieken van de heilige te bewaren.
De bouw van de kerk begon in 1120 en duurde tot 1146; het voorportaal kwam enkele jaren later gereed. De abdijkerk Paray-le-Monial diende als voorbeeld. De 80 m hoge toren dateert van 1469; de oorspronkelijke romaanse toren werd vernield door blikseminslag.
In 1766 onderging het gebouw een aantal verwoestende ingrepen van de kanunniken van het kapittel van de kathedraal. De middeleeuwse kunst werd in die periode weinig gewaardeerd en de kanunniken wilden de kathedraal een meer barok aanzien geven. Het zijportaal en zijn timpaan werden gesloopt en het vrijgekomen materiaal werd hergebruikt voor de bouw van enkele naburige huizen. De fameuze Verzoeking van Eva belandde ergens in een muur, maar werd gelukkig later weer ontdekt. Het oksaal en het monumentale Graf van de heilige Lazarus die zich achter het koor bevonden werden ook ontmanteld. Het hele koor, inclusief het mozaïek uit de 12e eeuw, werd vernield en werd voorzien van een nieuw plaveisel. Het beroemde timpaan van Het Laatste oordeel van Gislebertus verdween achter pleisterwerk omdat het volgens de kanunniken van slechte smaak getuigde. Dat heeft het trouwens wel gevrijwaard van de vernielingen die bijna alle kerken in Frankrijk tijdens de Franse Revolutie te beurt vielen. Het kwam weer tevoorschijn in 1837, waarna het werd gerestaureerd. Het hoofd van Christus, dat bij het bepleisteren doorkliefd werd, kwam in het Museum Rolin terecht; het werd pas in 1948 weer terug gezet. De kathedraal en de wijk eromheen ("ville haute" of "Hauts-quartiers", de bovenstad dus) werd met de lager gelegen "ville moyenne" in 1973 tot beschermd gebied verklaard. Zoals vaak het geval is in Bourgondië zijn de daken van de kerk bedekt met geglazuurde dakpannen in verschillende kleuren.

## De kathedraal

### Het timpaan
Het timpaan aan de zijportaal met daarop Het Laatste Oordeel zichtbaar is het meest opmerkelijke kunstwerk van de kathedraal. Het meest uitzonderlijke is het feit dat het werk gesigneerd is: aan de voeten van Christus is een inscriptie gegraveerd Gyslebertus hoc fecit. Of Gislebertus de beeldhouwer is of dat de naam duidt op een opdrachtgever, is niet geheel zeker. Maar er wordt toch algemeen gesproken over beeldhouwer Gislebertus.
Christus in Majesteit omgeven door een mandorla troont boven de bovendorpel. Een archivolt van twee arcades omgeven hem: de buitenste is een keten van medaillons met figuren van de dierenriem afwisselend met afbeeldingen van de agrarische werken van de verschillende maanden. Het geheel rust op pilaren die bekroond zijn met verhalende kapitelen.
Rond de centraal geplaatste Christus worden de klassieke elementen van het thema vorm gegeven:
- wederopstanding van de doden, waarvan een aantal hun gezicht verbergen en anderen het embleem van de pelgrim dragen (jakobsschelp);
- de dwaze maagd met borsten die door slangen wordt verzwolgen, symbool van de ontucht;
- aan de rechterzijde van Christus Petrus die de gerechten naar het paradijs leidt; daarboven wordt een ruime plaats ingeruimd aan Maria die bijstand verleent;
- aan de linkerzijde van Christus worden de zielen gewogen; zoals gebruikelijk bij dit soort scènes, speelt de Duivel vals spel door op de weegschaal te leunen, maar uitzonderlijkerwijze betaalt de aartsengel Michael met dezelfde munt terug ten gunste van de gelovige. De hel heeft maar een bescheiden plaats.

Al met al wordt een optimistisch beeld van Het Laatste Oordeel gegeven, in overeenstemming met het welvarende tijdperk waarin het werk tot stand kwam.
Het in 1766 dichtgepleisterde timpaan werd kort na een bezoek van Stendhal aan Autun, weer toonbaar gemaakt.
De trumeau is van de 19e eeuw en toont Lazarus en zijn twee zusters.

### Het interieur
Net als de kerken in Cluny en Paray-le Monial, hebben het schip en de zijschepen een gebroken tongewelf, waarvoor de bouw van luchtbogen in de 13e eeuw nodig bleek.
Het koor werd in de 15e eeuw in gotische stijl verbouwd; de glas-in-loodramen dateren van de 19e en 20e eeuw.
Het retabel Noli me tangere is van de 16e eeuw. Maria Magdalena en Christus worden afgebeeld aan weerszijden van een boom met de wapenschilden van de donatoren. De gedeeltelijk beschadigde titelstrook vermeldt de woorden die Jezus tot Maria Magdalena richt: "Noli me tangere" (Raak mij niet aan).
De kapitelen van het middenschip zijn opmerkelijk maar moeilijk te zien door de hoge positie en de duisternis.
De kathedraal bezit een groot schilderij van Dominique Ingres dat het martelaarschap van Sint-Symforianus voorstelt; het bevindt zich bij de toegang van de sacristie. Een ander schilderij, van François-Joseph Heim, De opwekking van Lazarus, is representatief voor de vernieuwing van de religieuze schilderkunst in Frankrijk in de 19e eeuw Verder zijn de Piétà, werk van Giovanni Francesco Barbieri Guercino en een Christus dood van Daniel Seyter het vermelden waard.

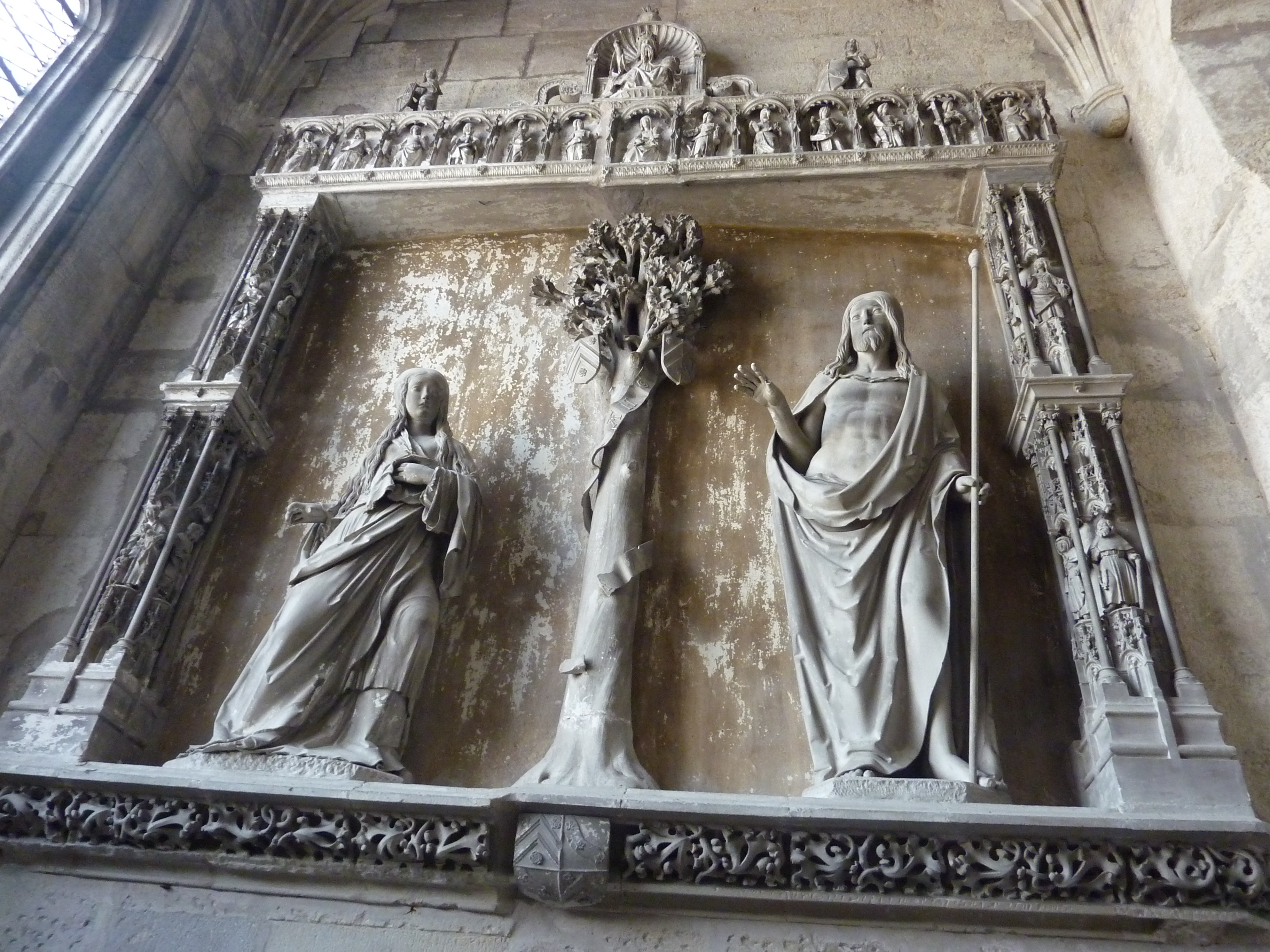
Noli me tangere, deel van een retabel van de 16e eeuw (kathedraal Saint-Lazare, Autun)
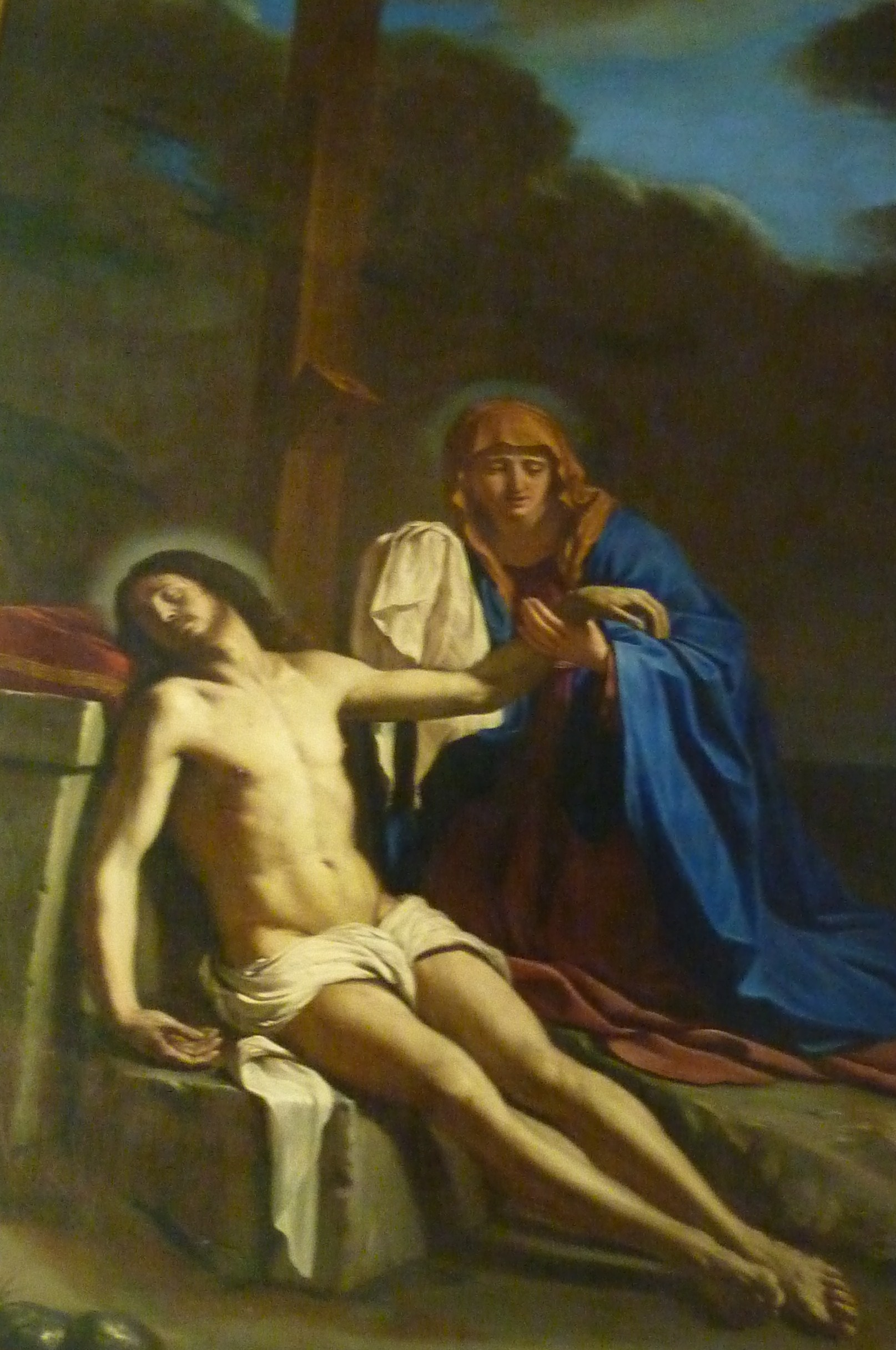
De opwekking van Lazarus van François-Joseph Heim (kathedraal Saint-Lazare, Autun)
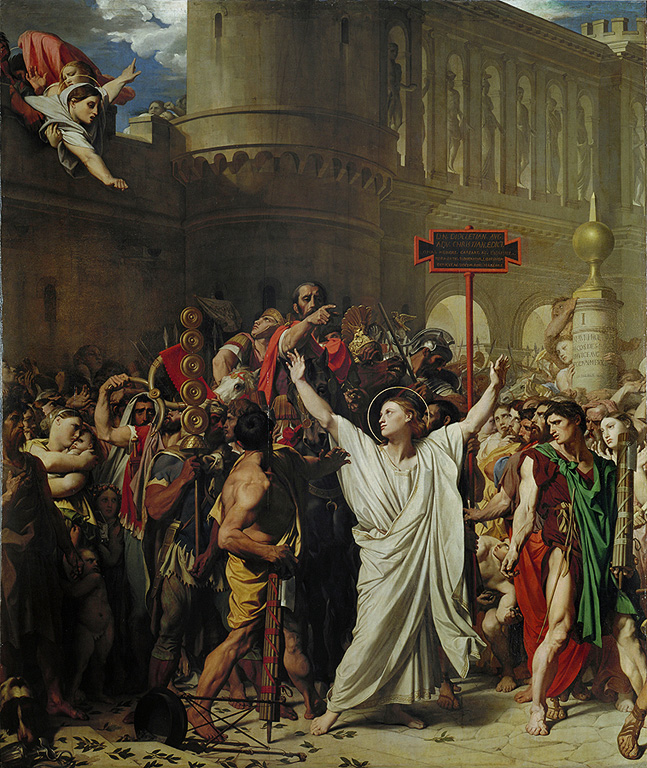
Het martelaarschap van Sint-Symforianus, olieverf op doek Jean Auguste Dominique Ingres (1834), bij de toegang van de sacristie
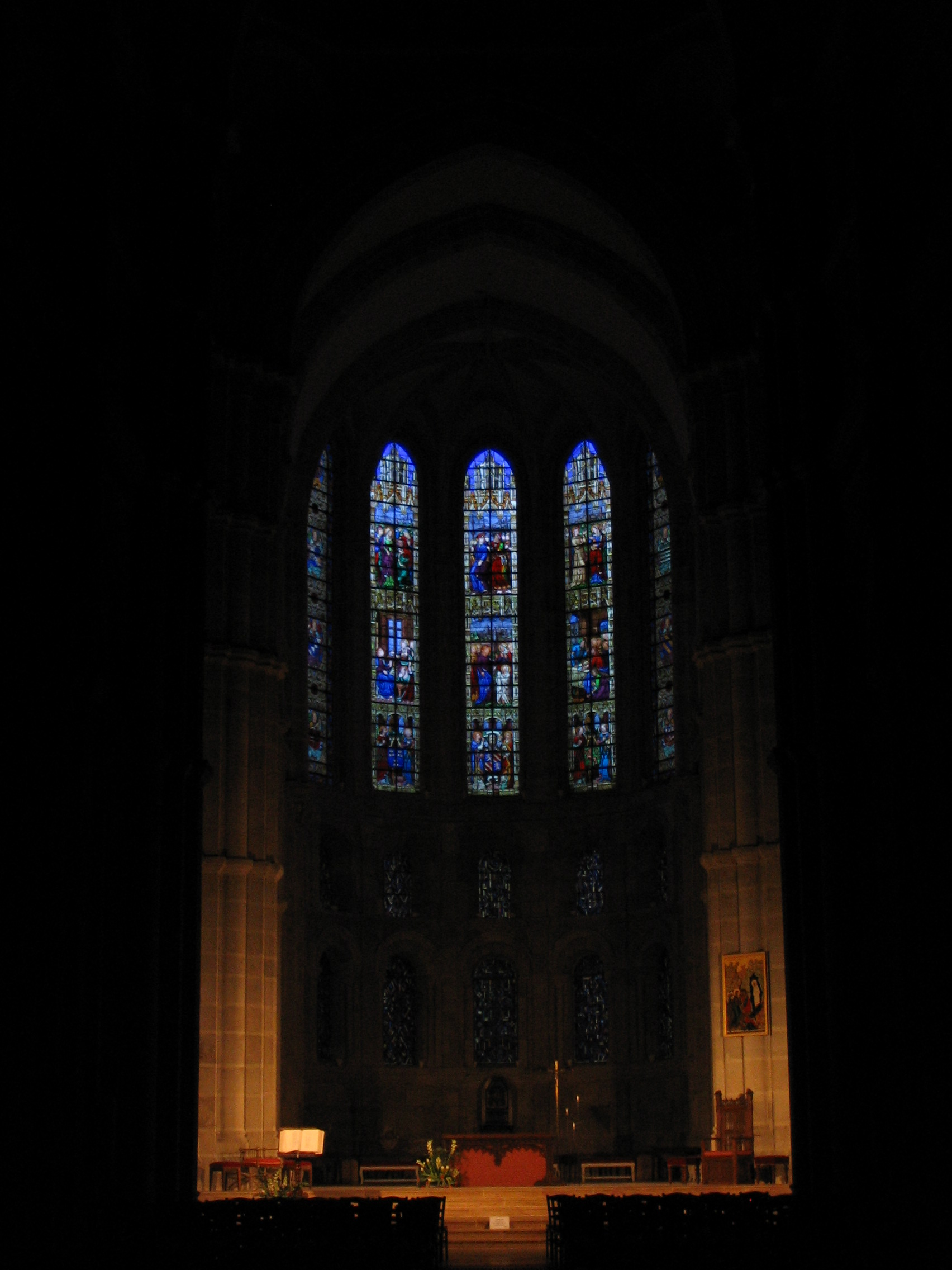
Autun: kathedraal Saint-Lazare, glas-in-loodramen in het koor

De 19e-eeuwse glas-in-loodramen brengen episodes en gebeurtenissen in het leven van de heilige Leodegarius (616-678), bisschop en martelaar van Autun, in beeld: zijn wijding tot bisschop, zijn kennismaking met de Frankische koning Childerik II, zijn gevangenneming door de soldaten van zijn rivaal Ebroin, Maire du palais en zijn onthoofding.
Vlak voor de toegang tot de kapittelzaal staan de beelden, resten van hun grafmonumenten, van Pierre Jeannin, president van het Parlement van Bourgondië en Frans ambassadeur in de Verenigde Provinciën, gestorven in 1623, en van zijn echtgenote, Anne Guéniot, die talloze levens redden tijdens de Bartholomeusnacht.

### De kapittelzaal
In de kapittelzaal, vroeger de bibliotheek, zijn een dertigtal kapitelen van belang, grotendeels gerealiseerd door Gislebertus. Ze zijn door Eugène Viollet-le-Duc tijdens de door hem doorgevoerde restauratie van de zuilen van de klokkentoren weggehaald. Bijbelse taferelen en fabelwezens leverden de onderwerpen.

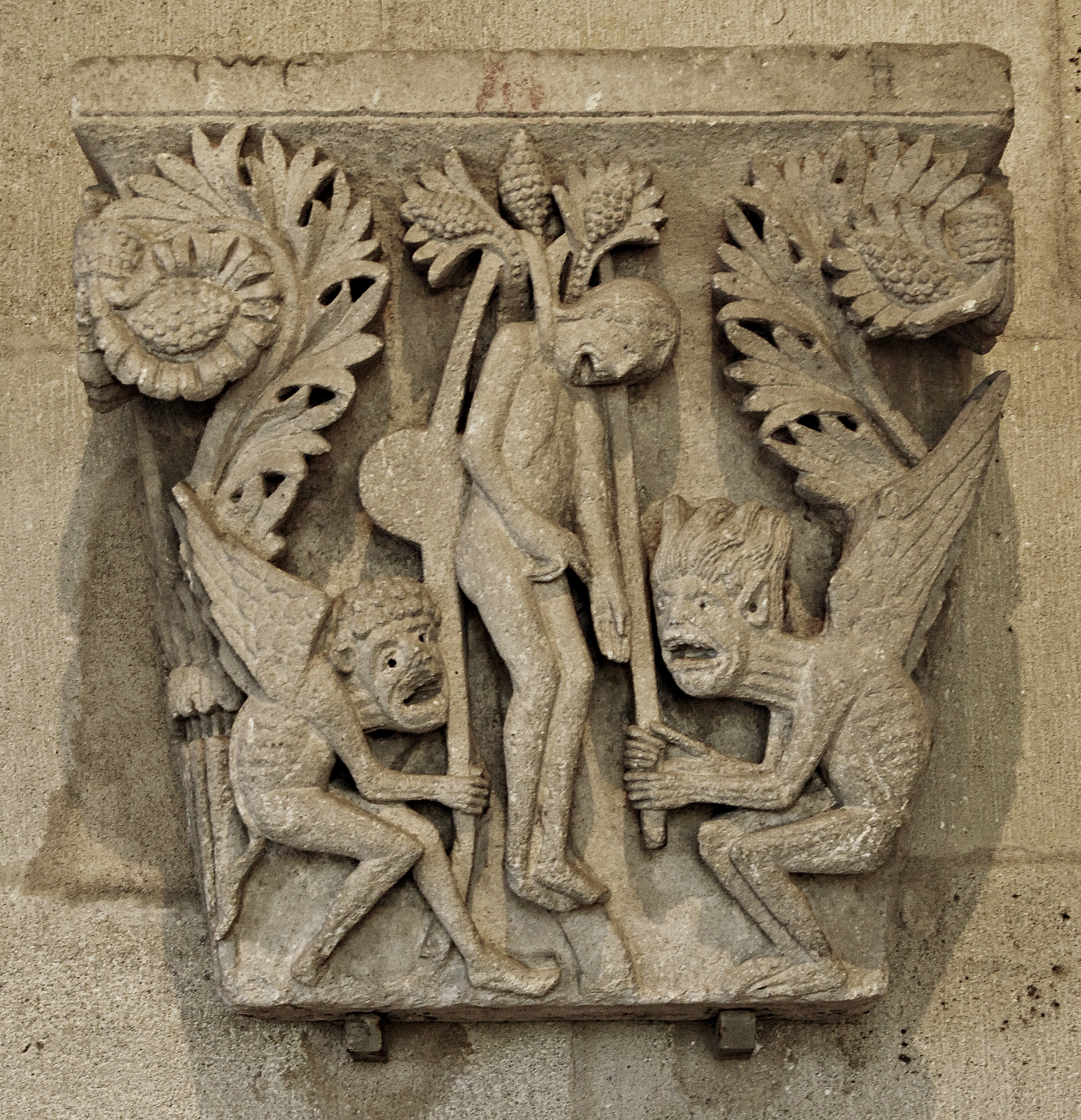
De ophanging van Judas Iskariot
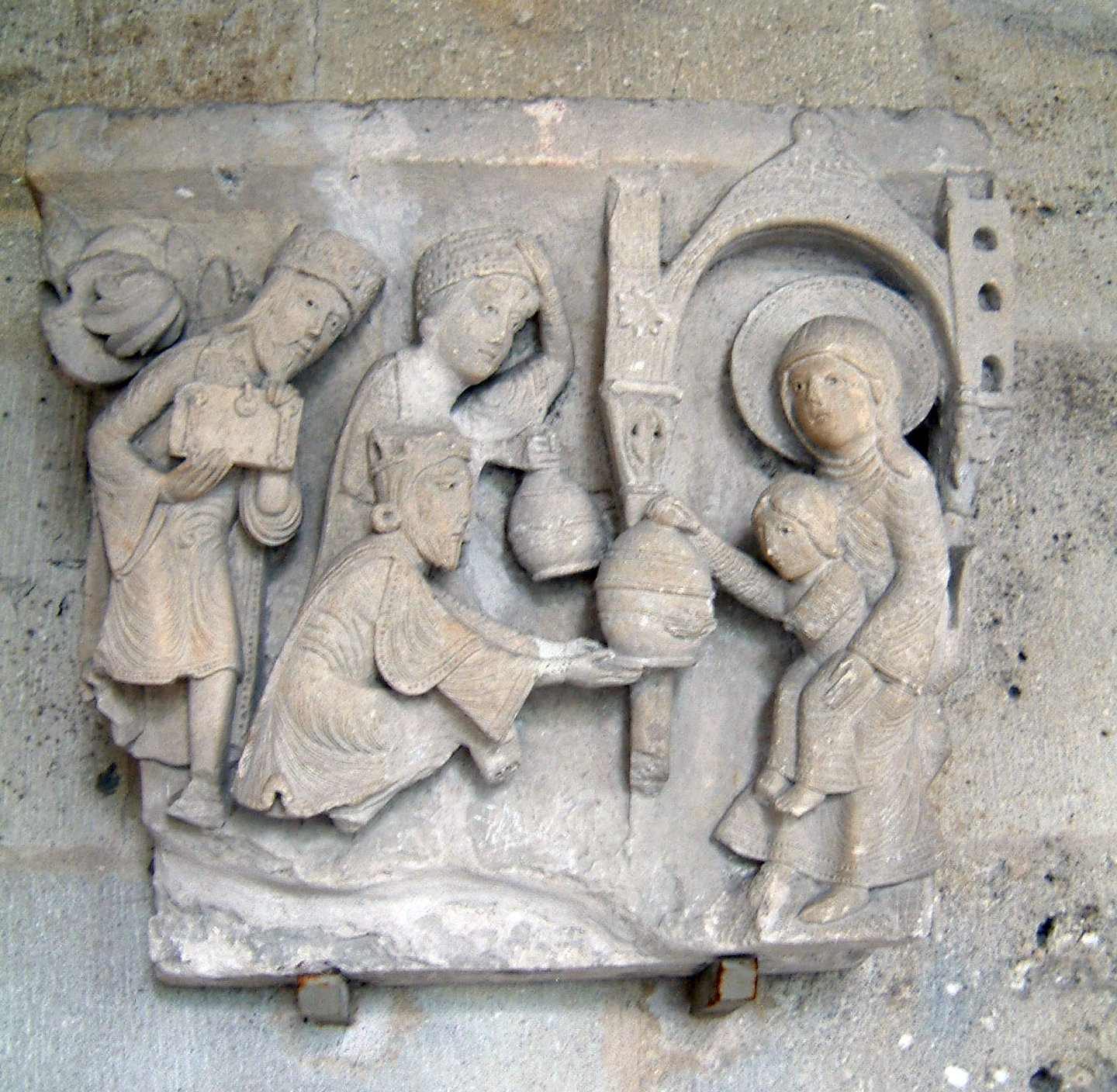
Drie koningen, Aanbidding door de wijzen
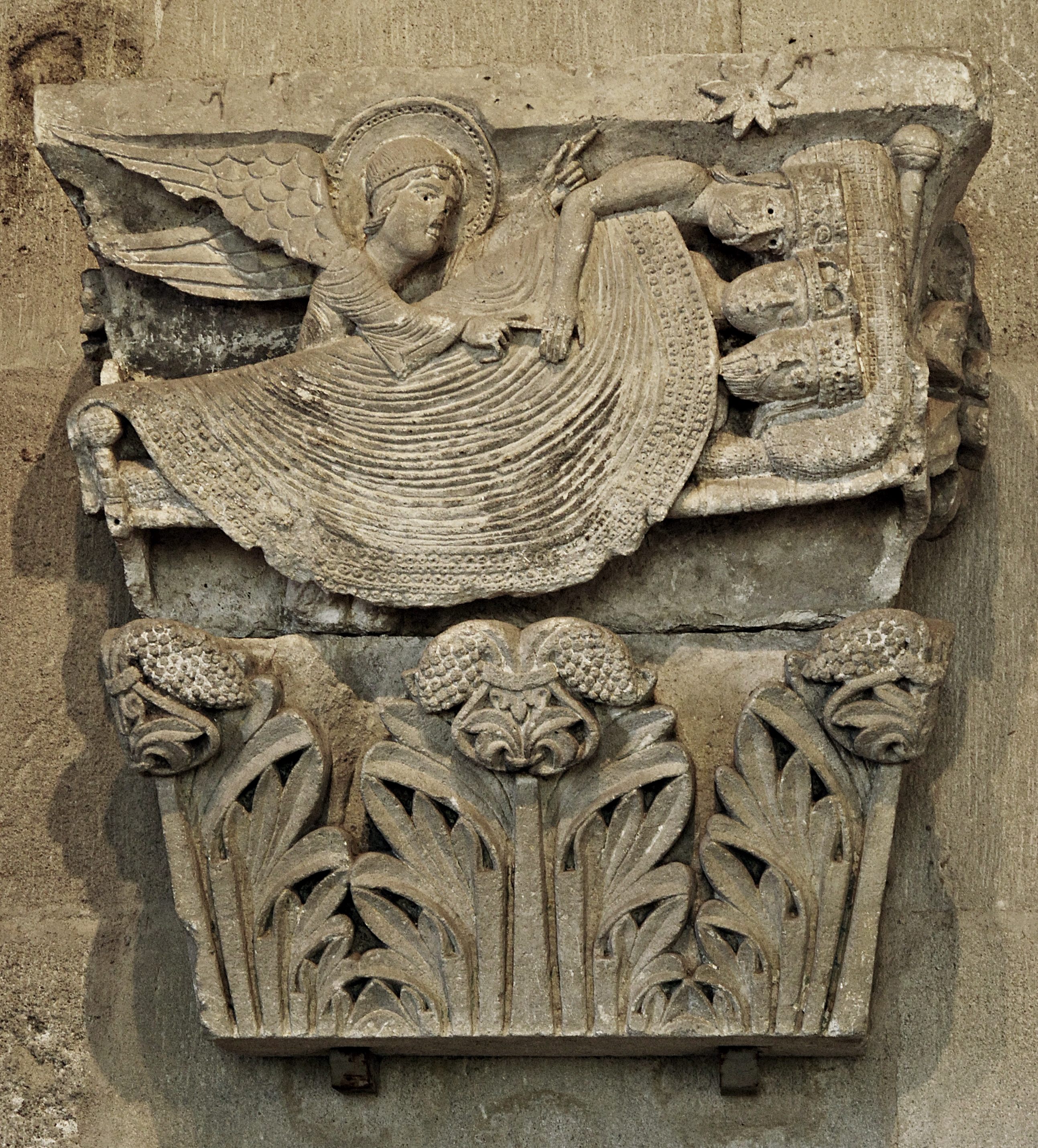
De slaap van de wijzen
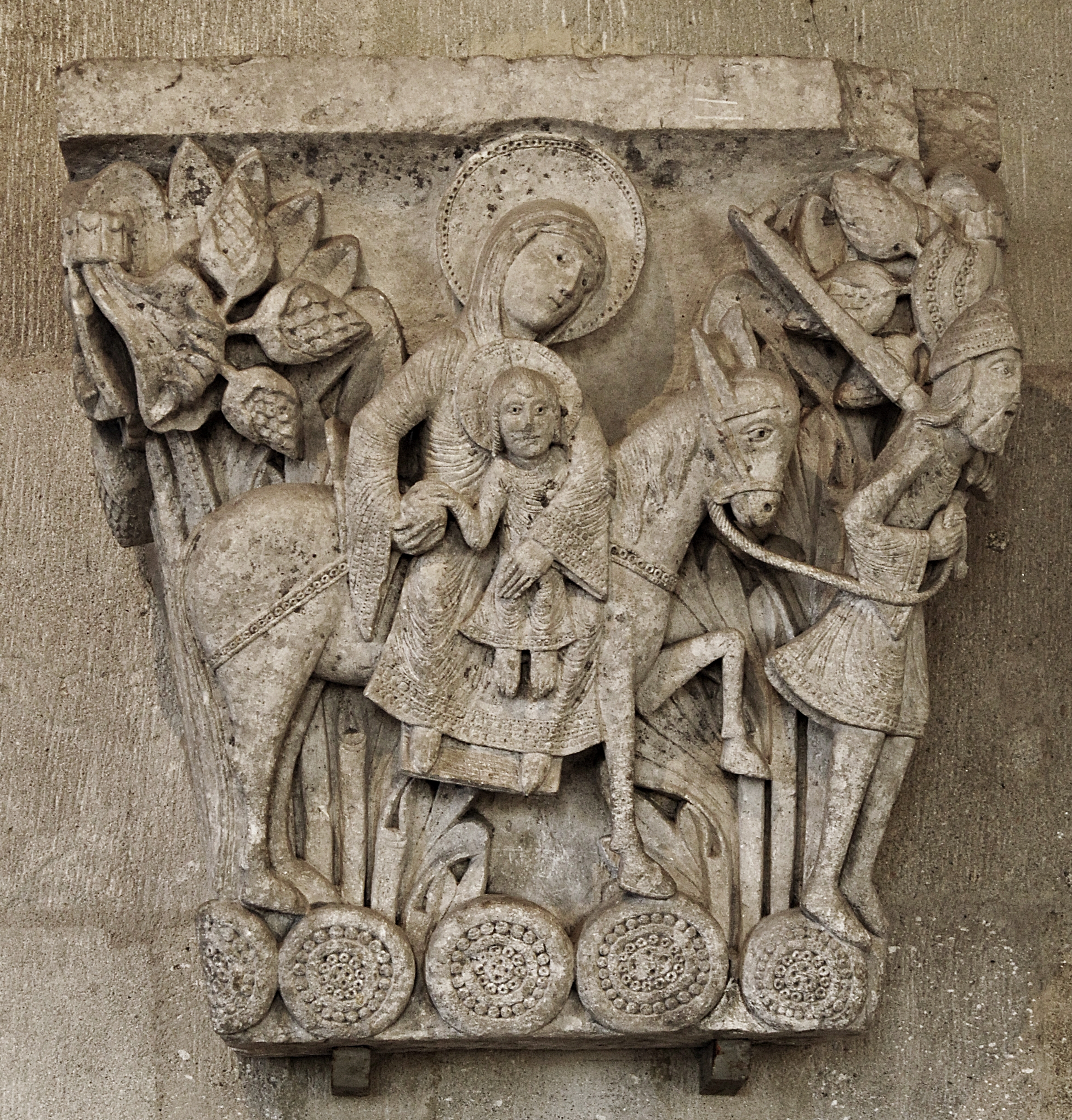
De vlucht naar Egypte

## Het museum Rolin

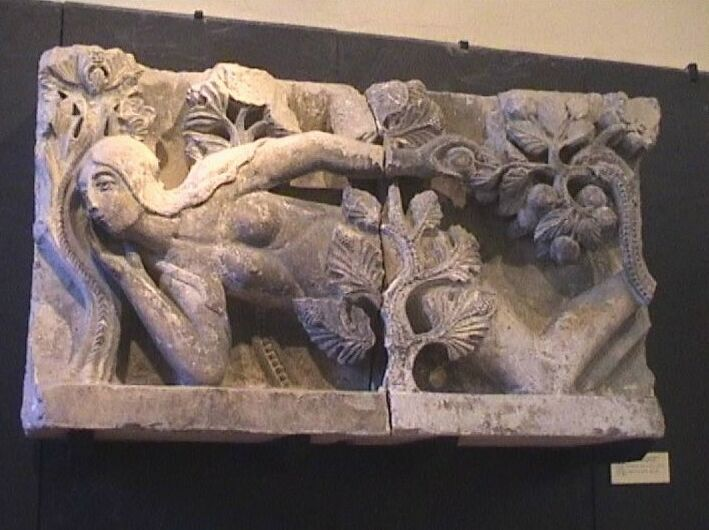
Het bas-reliëf De Verzoeking van Eva

Het bij de kathedraal gelegen Museum Rolin herbergt delen van kunstwerken die bij restauraties overgebleven zijn.
Men vindt er een van de eerste naakten van de romaanse beeldhouwkunst, De verzoeking van Eva of Slapende Eva, toegeschreven aan Gislebertus. Dit sierde tot 1766 de bovendorpel in het oostelijk portaal. Eva ligt in een zeer zinnelijke houding en wendt haar gezicht af van de zonde die ze zal begaan. Zij houdt haar hand met de appel, voorwerp van de zondeval, op haar rug. Rechts staat de boom van de kennis van goed en kwaad; van de slang (Satan dus, symbool van de kracht die de mensheid in het verderf stuwt), die zich uit de voeten maakt, is rechts alleen de staart nog te zien.
Andere resten van het timpaan boven de vroegere zij: een Maria-Hemelvaart, een beeld van een monnik, resten van Graf van de Lazarus en enkele kapitelen uit de kathedraal.
Een 12e-eeuws beeld van Petrus bevindt zich in het Louvre in Parijs, een Maagd met kind in het Metropolitan Museum of Art in New York.